# Muñoz de Domingo Arenas
Muñoz de Domingo Arenas är en kommun i Mexiko.   Den ligger i delstaten Tlaxcala, i den sydöstra delen av landet, 100 km öster om huvudstaden Mexico City. Antalet invånare är 4 010. Arean är 68 kvadratkilometer.
Terrängen i Muñoz de Domingo Arenas är huvudsakligen platt, men norrut är den kuperad.